# Nolay (Nièvre)
Nolay ist eine französische Gemeinde mit 346 Einwohnern (Stand: 1. Januar 2022) im Département Nièvre in der Region Bourgogne-Franche-Comté. Die Gemeinde gehört zum Arrondissement Nevers und zum Kanton Guérigny.

## Geografie
Nolay liegt etwa 19 Kilometer nordöstlich von Nevers in Zentralfrankreich. Umgeben wird Nolay von den Nachbargemeinden Prémery im Norden, Lurcy-le-Bourg im Nordosten, Saint-Benin-des-Bois im Osten, Saint-Sulpice im Süden und Südosten, Vaux d’Amognes im Süden und Südwesten, Poiseux im Westen und Nordwesten sowie Sichamps im Nordwesten.

## Bevölkerungsentwicklung
| Jahr                       | 1962 | 1968 | 1975 | 1982 | 1990 | 1999 | 2006 | 2013 |
| Einwohner                  | 515  | 510  | 507  | 326  | 339  | 335  | 357  | 365  |
| Quellen: Cassini und INSEE |      |      |      |      |      |      |      |      |

## Sehenswürdigkeiten
- Kirche Saint-Pierre